# Seven Pillars of Wisdom
Seven Pillars of Wisdom (em português, Os Sete Pilares da Sabedoria) é um clássico da literatura mundial, designado por Winston Churchill como "um dos maiores livros já escritos na língua inglesa". Narra a participação de seu autor, Thomas Edward Lawrence, conhecido universalmente como Lawrence da Arábia, no movimento nacionalista árabe contra a dominação turca, como parte do esforço britânico na Primeira Guerra Mundial para derrotar a Alemanha, da qual a Turquia era aliada.
Seu título é uma alusão a uma frase da Bíblia, no Livro dos Provérbios (IX,1).
Escrito originalmente em 1919, Lawrence perde os manuscritos na Estação ferroviária de Reading. Uma segunda versão é finalizada no ano seguinte, mas, insatisfeito com o resultado, o autor a destrói. Finalmente em 1926, Lawrence escreve uma terceira versão, revisada por George Bernard Shaw e distribuído em uma edição artesanal restrita a amigos e escritores. Foi publicado pela primeira vez em 1935.
O escritor britânico E.M. Forster assim resume seu conteúdo: "Descreve a revolta na Arábia contra os turcos, vista por um inglês que nela tomou parte. No que seria aparentemente uma simples crônica militar, Lawrence da Arábia teceu um painel inusitado de retratos, descrições, filosofias, emoções, aventuras e sonhos. Para levar a cabo sua missão, serviu-se de uma extraordinária erudição, uma memória impecável, um estilo que ele próprio inventou...uma total desconfiança em si mesmo e uma fé ainda maior".
Em 1962 o épico do deserto é levado às telas de cinema. Sob a direção de David Lean, o filme Lawrence of Arabia ganhou sete oscars e a consagração do American Film Institute como um dos dez melhores filmes de todos os tempos.